# So Who's The Bass Player? The Ox Anthology
So Who's The Bass Player? The Ox Anthology es un álbum recopilatorio del músico británico John Entwistle, publicado por la compañía discográfica Sanctuary Records en marzo de 2005. El álbum recopila la trayectoria musical de Entwistle en solitario, desde su debut con Smash Your Head Against the Wall hasta su contribución a la serie de televisión de animación infantil Van Pires con la banda sonora Music from Van-Pires en 2000. 

## Lista de canciones
Disco uno
1. "My Size"
2. "Pick Me Up (Big Chicken)"
3. "What Are We Doing Here?"
4. "Heaven and Hell"
5. "Ted End"
6. "Ten Little Friends"
7. "Apron Strings"
8. "Thinkin' It Over"
9. "Who Cares?"
10. "I Wonder"
11. "I Was Just Being Friendly"
12. "Do the Dangle"
13. "Made in Japan"
14. "Roller Skate Kate"
15. "Peg Leg Peggy"
16. "Lady Killer"
17. "Mad Dog"
18. "Cell Number 7"
19. "Whiskey Man"
20. "Boris the Spider"

Disco dos
1. "My Wife
2. "I'm Flash"
3. "Space Pirates"
4. "To the Chop"
5. "Blast Off"
6. "Try Me"
7. "Talk Dirty"
8. "Too Late the Hero"
9. "Love Doesn't Last"
10. "Life after Love"
11. "The Real Me]]"
12. "Success Story"
13. "905"
14. "Had Enough"
15. "Bogey Man"
16. "Back on the Road"
17. "When the Sun Comes Up"
18. "Don't Be a Sucker"